# Kloster Mariensee
| Zisterzienserabtei Mariensee      | Zisterzienserabtei Mariensee |
| --------------------------------- | ---------------------------- |
| Lage:                             | Deutschland Niedersachsen    |
| Ordnungsnummer (nach Janauschek): |                              |
| Patrozinium:                      | Maria und Johannes Ev.       |
| Gründungsjahr:                    | 1213/14                      |
| Reformation:                      | 1543                         |
| Mutterkloster:                    |                              |
| Tochterklöster:                   | keine                        |

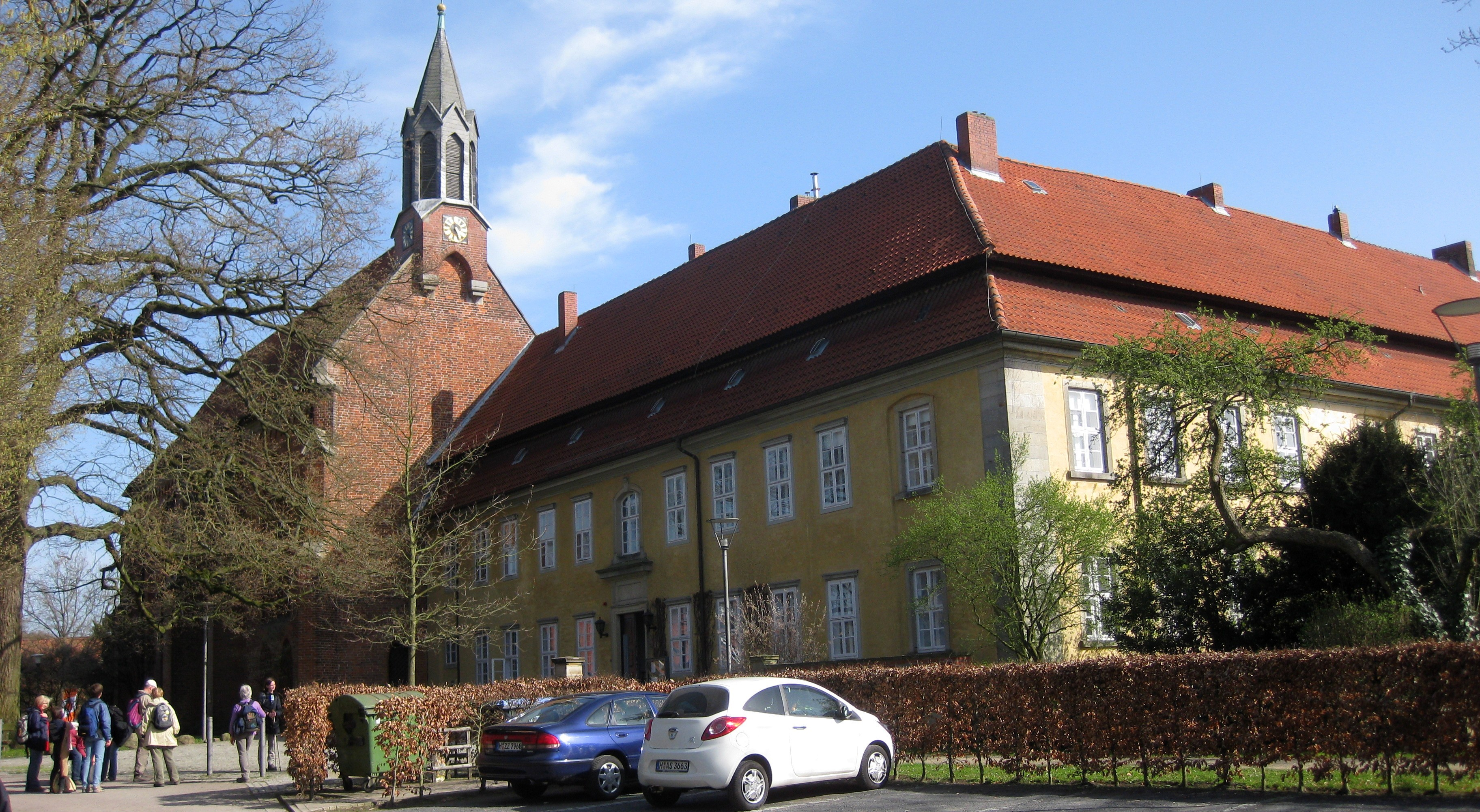
Kloster Mariensee

Das Kloster Mariensee ist ein evangelisches Frauenkloster in Mariensee, einem Ortsteil von Neustadt am Rübenberge unweit von Hannover. Es ist eines der fünf Calenberger Klöster, die von der Klosterkammer Hannover verwaltet werden.

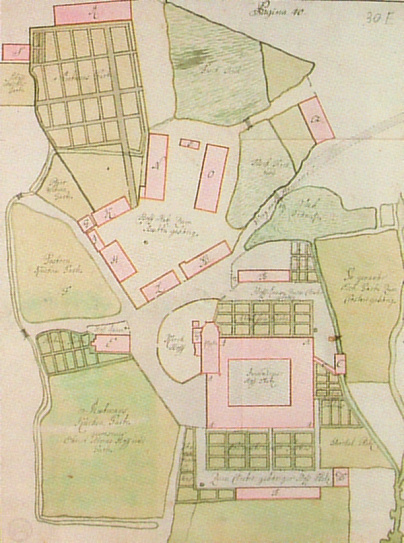
Lageplan der Klosteranlage 1742

## Geschichte
Das Kloster Mariensee wurde um 1213/14 als Zisterzienserinnenkloster von Graf Bernhard II. von Wölpe gegründet und mit großem Landbesitz ausgestattet. Das lange angenommene Gründungsjahr 1207 beruht auf dem Schreibfehler einer Herzogsurkunde von 1227. Die Nonnen lebten weltabgeschieden in Klausur. Durch Besitzungen in der befestigten Altstadt von Hannover konnten die vom Kloster erzeugten landwirtschaftlichen Produkte leichter verkauft werden. Die Erlöse ermöglichten den Bau einer Saalkirche aus Backstein. Nachdem das Geschlecht derer von Wölpe um 1300 erlosch, ging ihr Erbe durch Kauf an die Welfen. Dadurch verschlechterten sich die wirtschaftlichen Verhältnisse des Klosters. Auch die strengen Ordensregeln wurden weniger beachtet. Reformversuchen gegen den Sittenverfall durch Herzog Wilhelm von Calenberg und seinen Klosterreformator Johannes Busch im Jahre 1430 widersetzten sich die Nonnen zunächst.
Im Zuge der Reformation wurde das Kloster 1543 nicht aufgelöst, sondern im evangelischen Sinne weiter geführt. Das Klostervermögen wurde getrennt verwaltet. Während des Dreißigjährigen Krieges wurde die Klosteranlage geplündert und teilweise zerstört. 1720 gab es einen Großbrand, der das mittelalterliche Klostergebäude komplett vernichtete. Damit war die Kirche das einzige Gebäude aus der Gründungszeit. In der Regierungszeit von König Georg II. wurde das Konventgebäude als Vierflügelanlage im Stil des norddeutschen Barock wieder aufgebaut. Gleichzeitig wurde die Ausstattung der Kirche barockisiert – ebenso wie ihr Dachreiter, der in zisterziensischen Klöstern anstelle des Glockenturms steht. Der neue Bau entsprach im Grundriss der Bauordnung der Zisterzienser, jedoch ermöglichten nun einzelne Wohneinheiten die individuelle Haushaltsführung der Klosterfrauen.
Seit 2017 ist Kloster Mariensee einer der Frauenorte Niedersachsens zu Ehren der Äbtissin Odilie von Ahlden, deren Gebetbuch noch im Kloster aufbewahrt wird.

## Klosteranlage

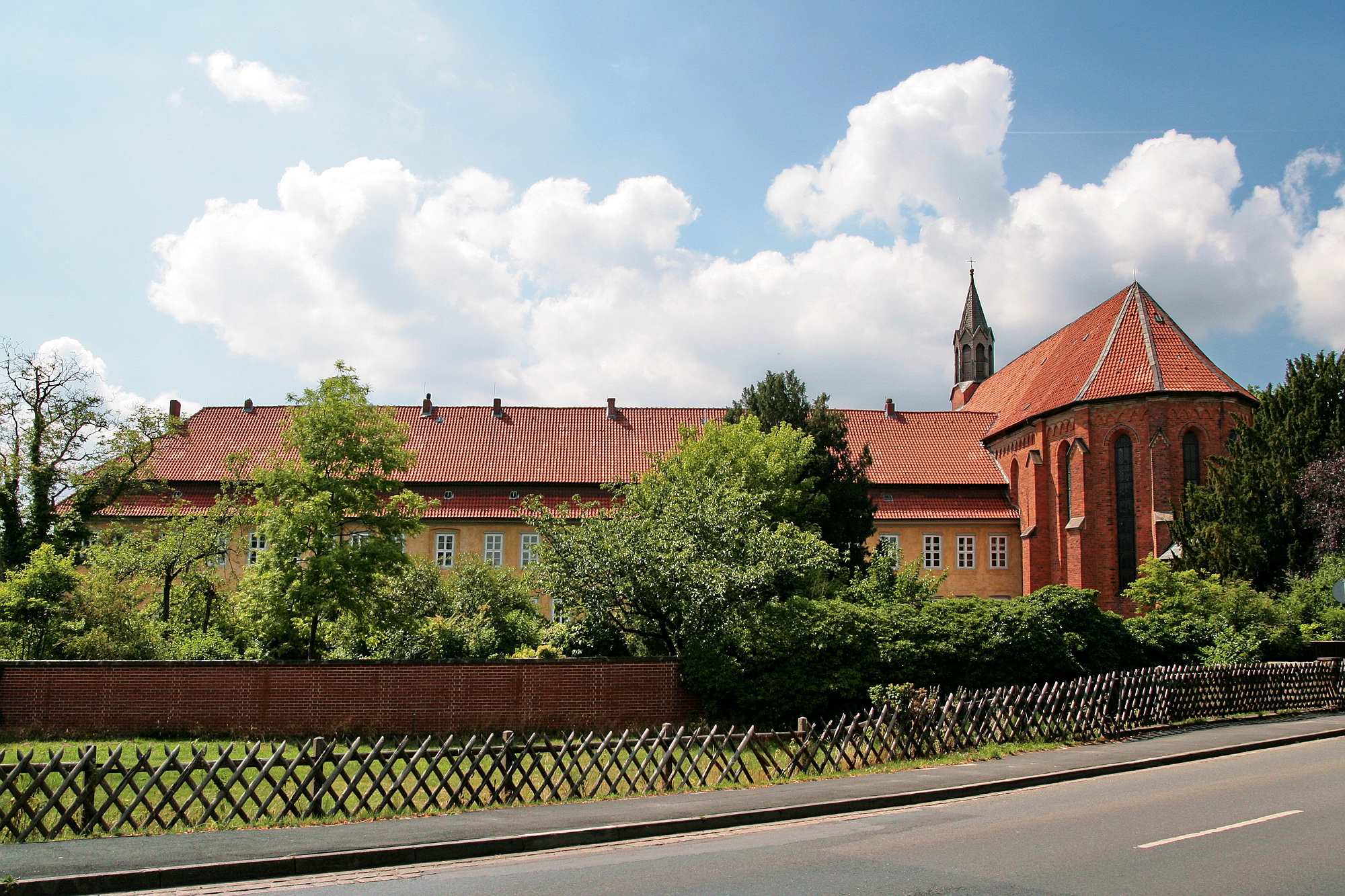
Kloster Mariensee von der Ortsstraße gesehen
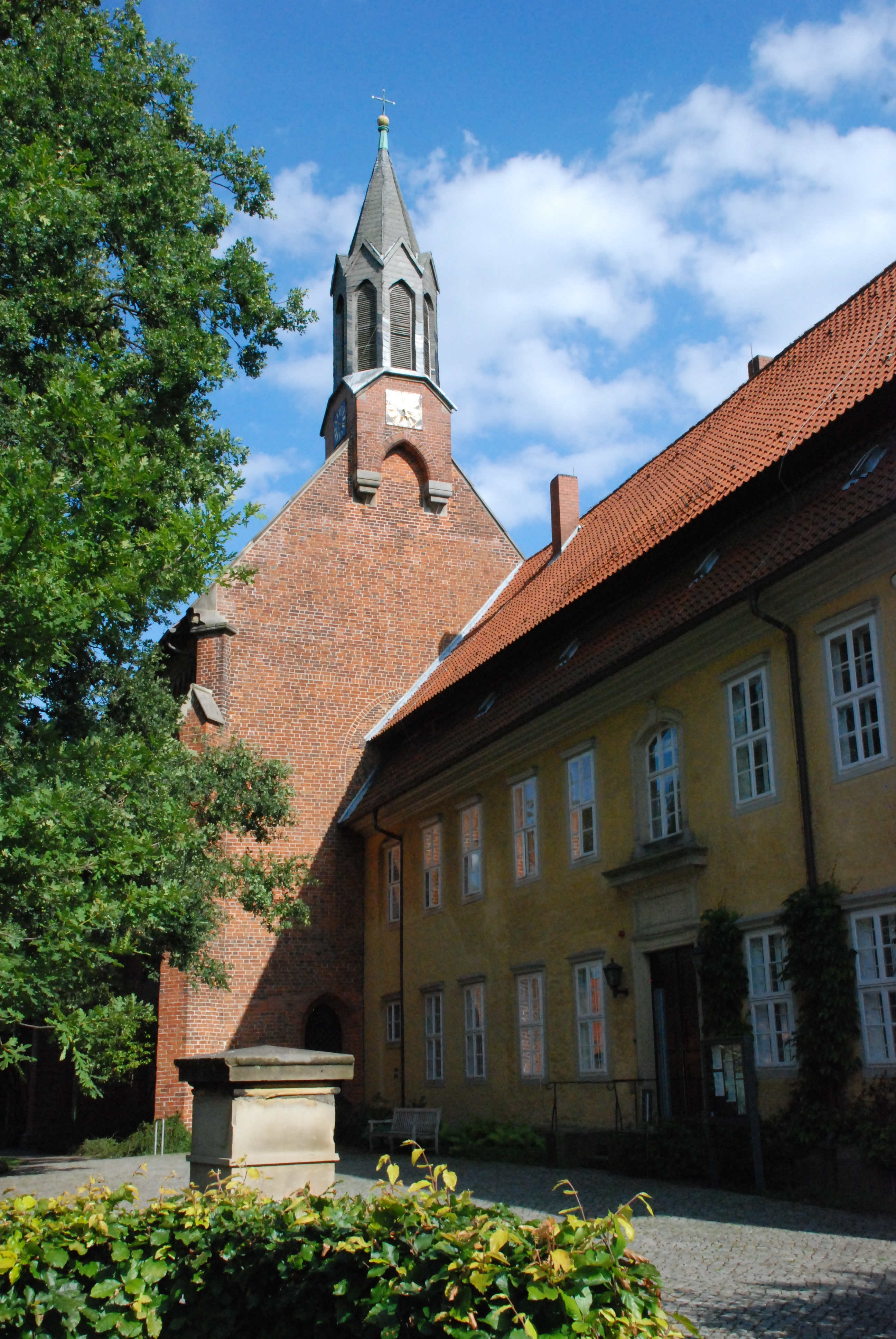
Eingangsbereich
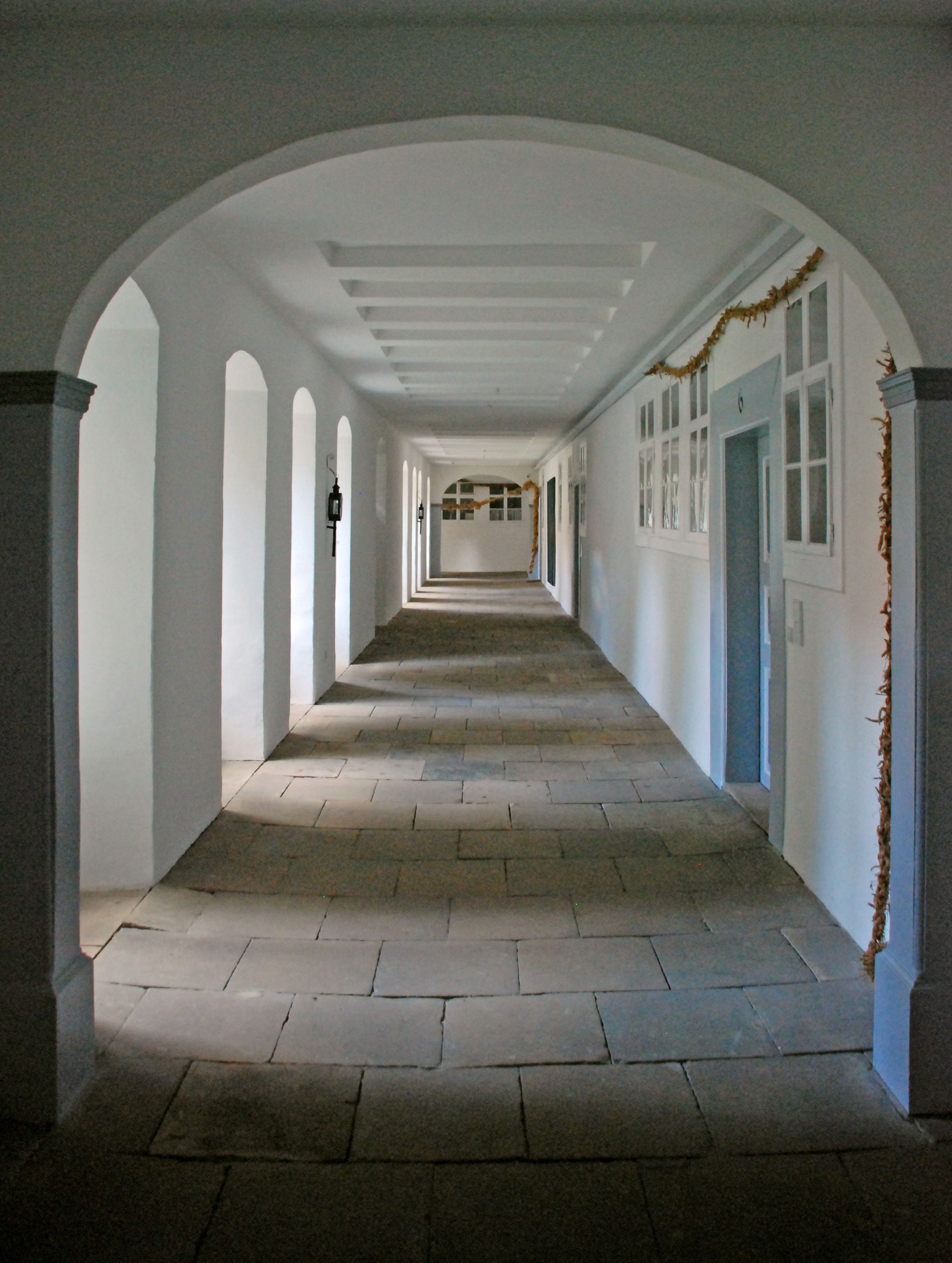
Kreuzgang
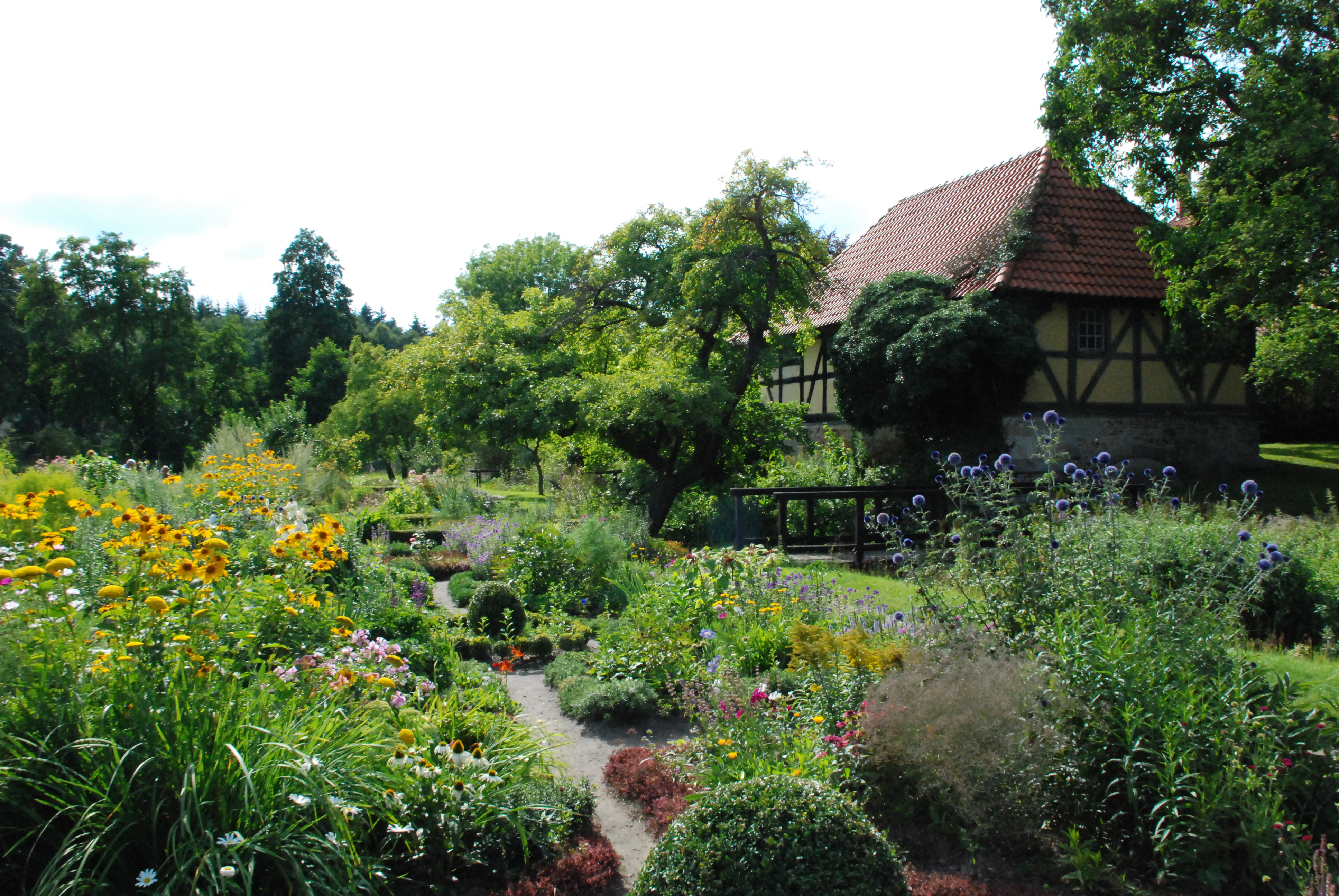
Klostergarten

Die Klosteranlage besteht aus der monumentalen Saalkirche und einer einheitlich gegliederten zweigeschossigen Vierflügelanlage, die in den Jahren 1726–1729 an Stelle der im Dreißigjährigen Krieg beschädigten mittelalterlichen Klostergebäude errichtet wurde. Die 13 Stiftsdamenwohnungen sind von einem Korridor aus zugänglich, der in der Art eines Kreuzgangs an der Innenhofseite der vier Flügel entlangläuft. Davon durch Arkaden abgesondert ist der repräsentative barocke Treppenaufgang zur Westempore. Südlich der Vierflügelanlage sind zwei Fachwerkbauten mit Walmdach symmetrisch angeordnet, deren östlicher auf einer Bogensubstruktion für die Hindurchleitung eines Baches errichtet und durch einen gedeckten Gang mit dem Kloster verbunden ist.

## Klosterkirche St. Marien

### Architektur

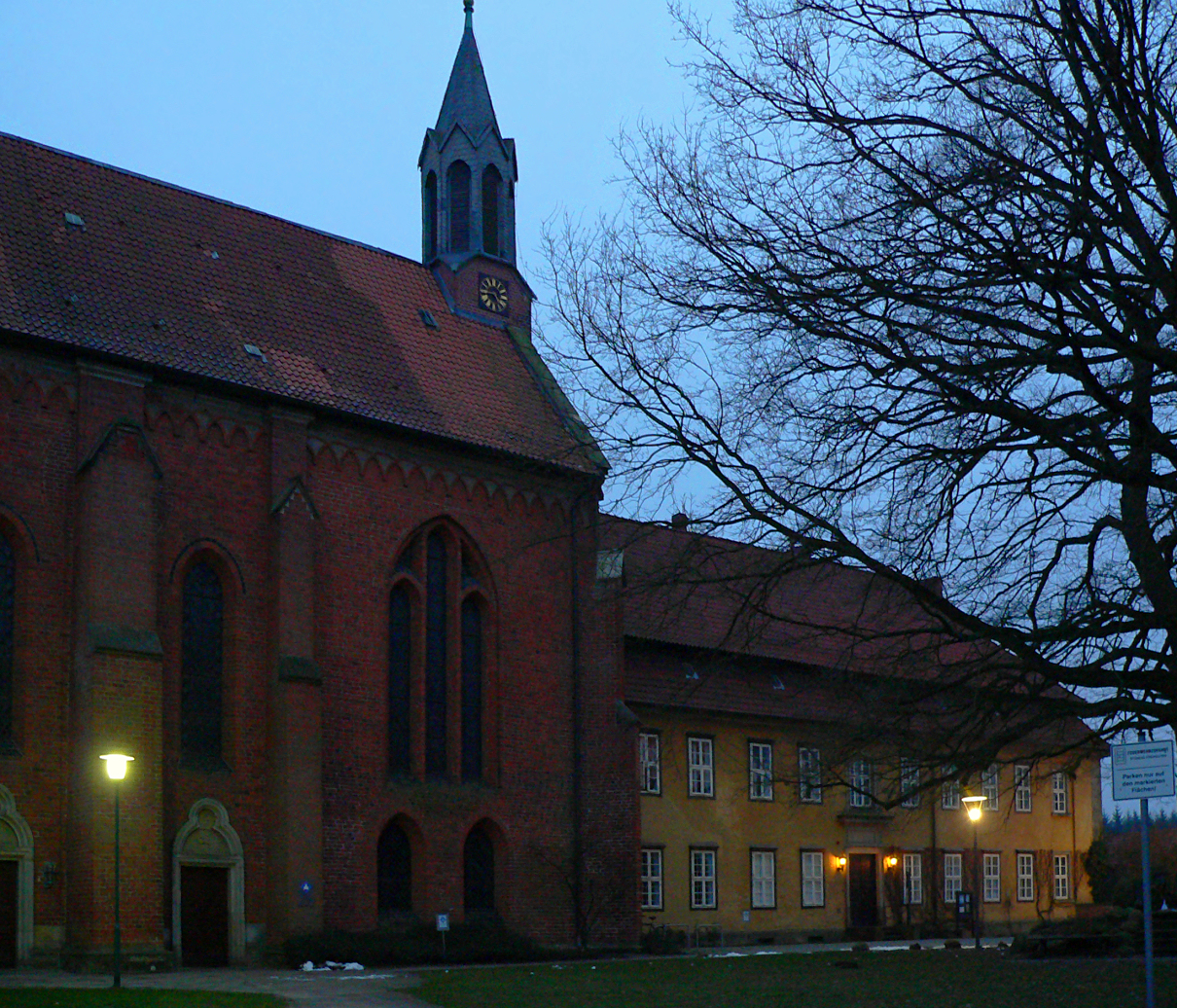
Westteil der Klosterkirche mit anschließendem Klostergebäude

Die Klosterkirche ist ein dreijochiger Backsteinbau aus der Mitte des 13. Jahrhunderts mit Chorpolygon. Das westliche Joch wurde zu Beginn des 14. Jahrhunderts hinzugefügt. Im 18. Jahrhundert wurde die Nordwand durch einen massiven Strebepfeiler abgestützt. In den Jahren 1867/1868 erfolgte eine umfassende Restaurierung unter Conrad Wilhelm Hase, bei der ein Westriegel mit Dachreiter vorgelegt, die Strebepfeiler verstärkt, das Traufgesims, die Bogenfriese und das Nordwestportal vorsichtig erneuert wurden. Außerdem wurde ein weiteres Portal angelegt, eine Sakristei angebaut und das Innere umgestaltet, wobei eine steinerne Orgelempore mit Holzbrüstung eingebaut und ein Durchbruch in der Südwand zu der neu eingerichteten Damenempore geschaffen wurde.
Das beachtliche Bauwerk ist durch die gleichzeitige Architektur der Zisterzienser geprägt und zeigt außerdem Einwirkungen des westfranzösischen Plantagenetstils und typische Elemente der norddeutschen Backsteingotik.
Das klar gegliederte Äußere ist durch einen profilierten Sandsteinsockel mit Backsteinmauerflächen und ursprünglich lisenenartig flachen Strebepfeilern sowie einen abschließenden Kreuzbogenfries (ähnlich der Kirche in Mandelsloh) und sehr schlanke Spitzbogenfenster mit Glasursteinverzierungen gekennzeichnet. Die Fenster des östlichen Langhausjochs sind in einer gestaffelten Dreiergruppe ähnlich wie an der Klosterkirche in Riddagshausen angeordnet. In der heute veränderten Außenwand des mittleren Jochs war die Fenstergruppe durch zwei Okuli mit Passfüllung und eine zentrale Blendrose bekrönt; das Fenster des Westjochs zeigt eine maßwerkartige Gliederung aus drei gestaffelten Lanzettfenstern, die durch einen Spitzbogen eingefasst sind, wie sie für die spätmittelalterliche Backsteinarchitektur Norddeutschlands typisch ist.
Das Innere wird durch Domikalgewölbe geprägt, die durch zartgliedrige Wulstrippen gegliedert sind. Anstelle von Schlusssteinen zeigt das Ostjoch einen Wulstring um den Schnittpunkt der Rippen. Im Chorpolygon ist der polygonale 5⁄9-Schluss mit einem achtteiligen Gewölbe kombiniert, dessen westliches Rippenpaar gegen den Gurtbogen stößt. In der Apsis und im Ostjoch sind die Rippen und die ebenfalls wulstartig profilierten Gurtbögen durch Schaftringe dekoriert, die Schildbögen und Gewölbevorlagen dagegen schlicht als Mauerstreifen ausgebildet. Im mittleren Joch sind zur Anpassung an die Rippenform Rundstäbe zur Gliederung der Schildbögen und der westlichen Gewölbevorlagen eingesetzt. Das jüngere Westjoch ist mit einem flacheren Kreuzrippengewölbe auf vorkragenden Säulendiensten abgeschlossen.

### Ausstattung

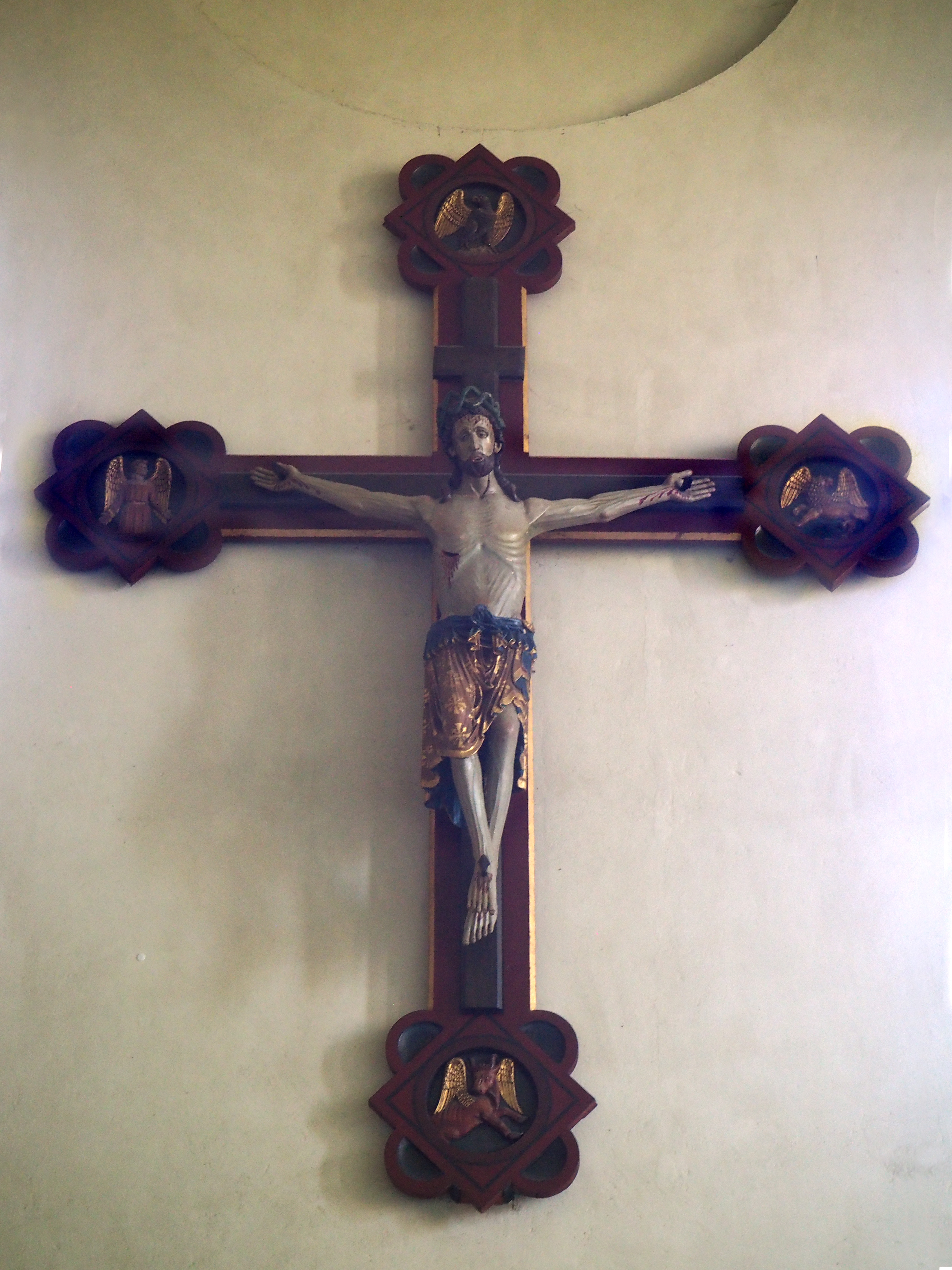
Kruzifix aus dem 13. Jahrhundert
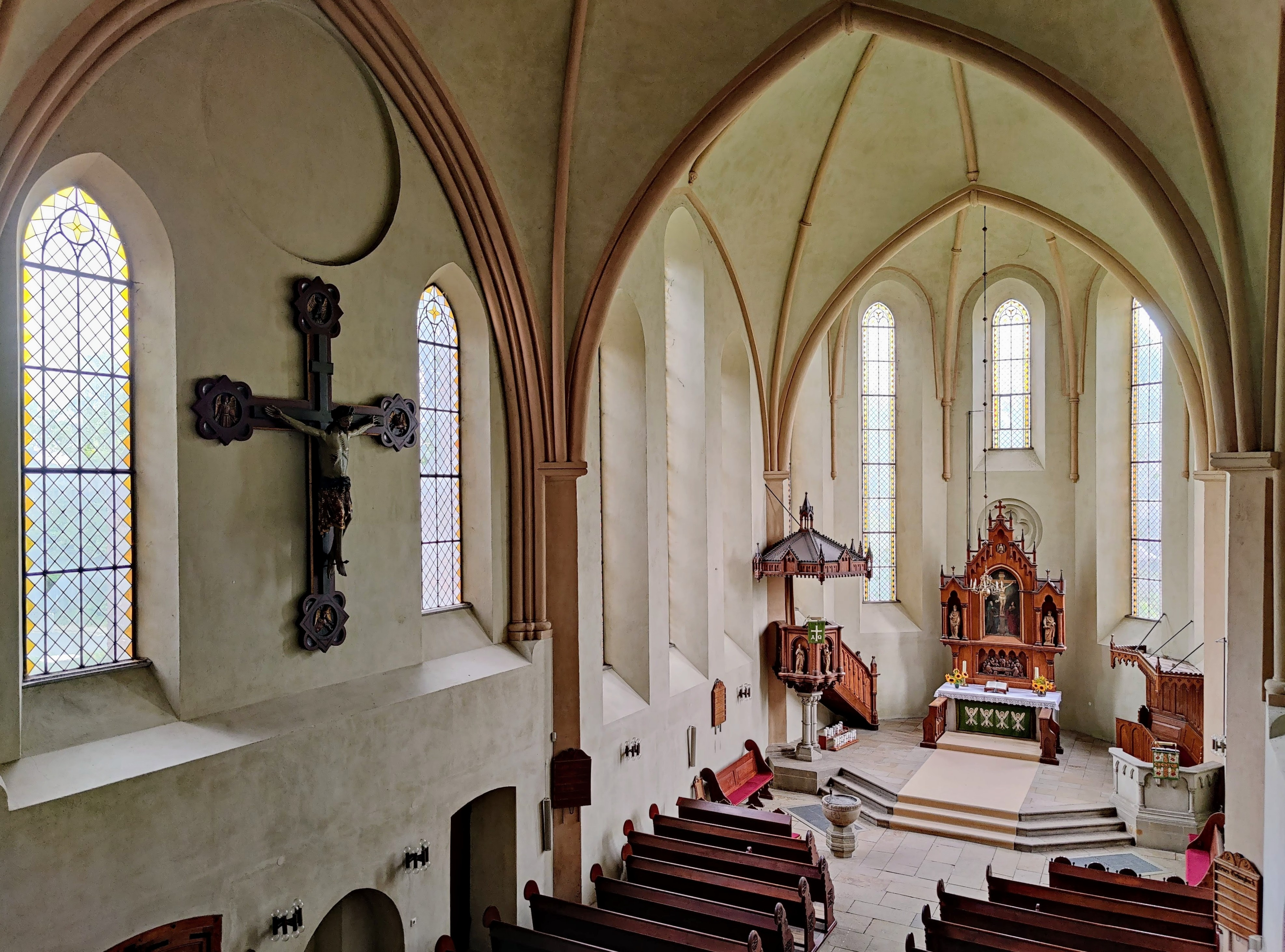
Innenraum von der Empore
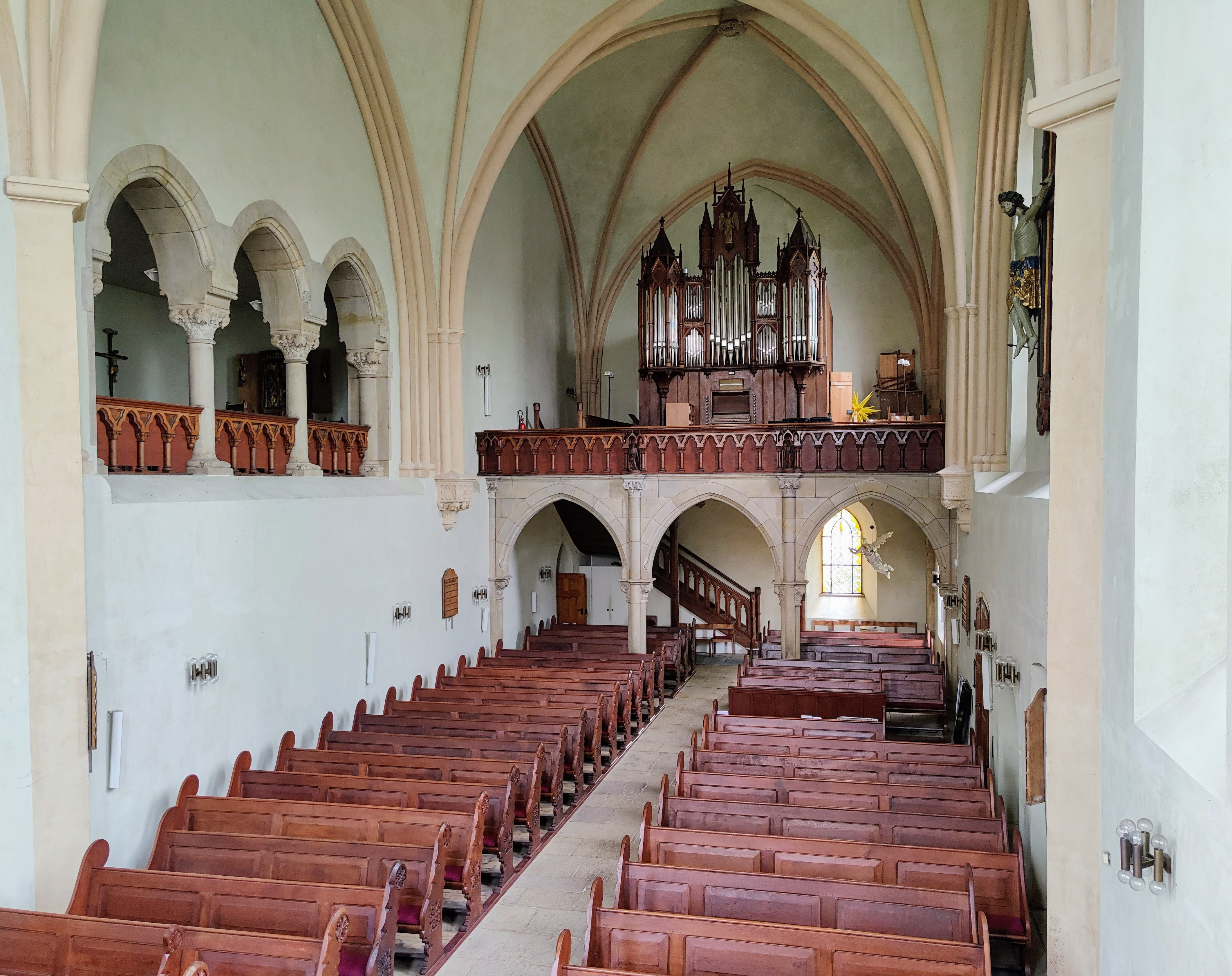
Innenraum, Blick zur Orgel
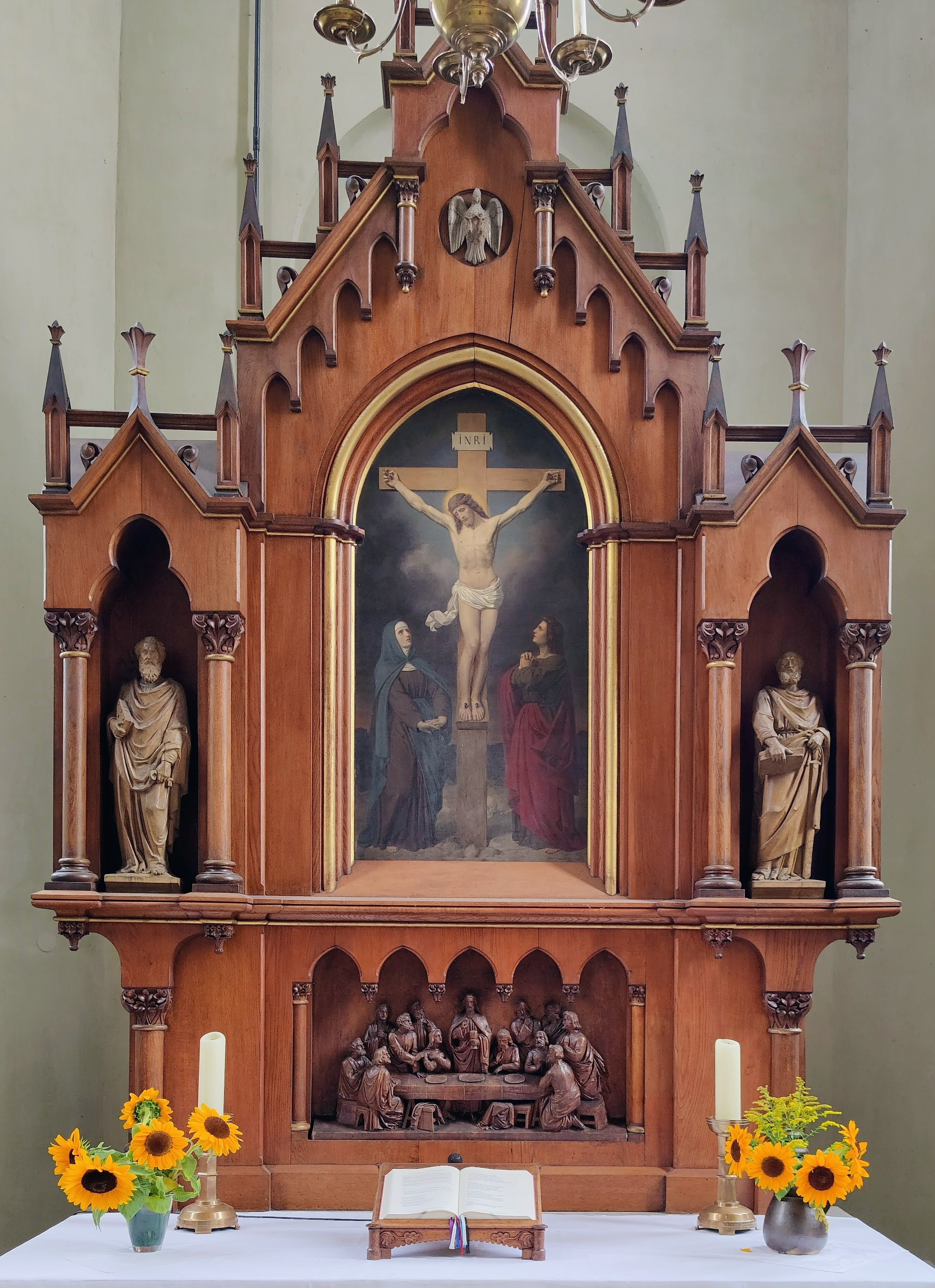
Neugotischer Altar im Detail
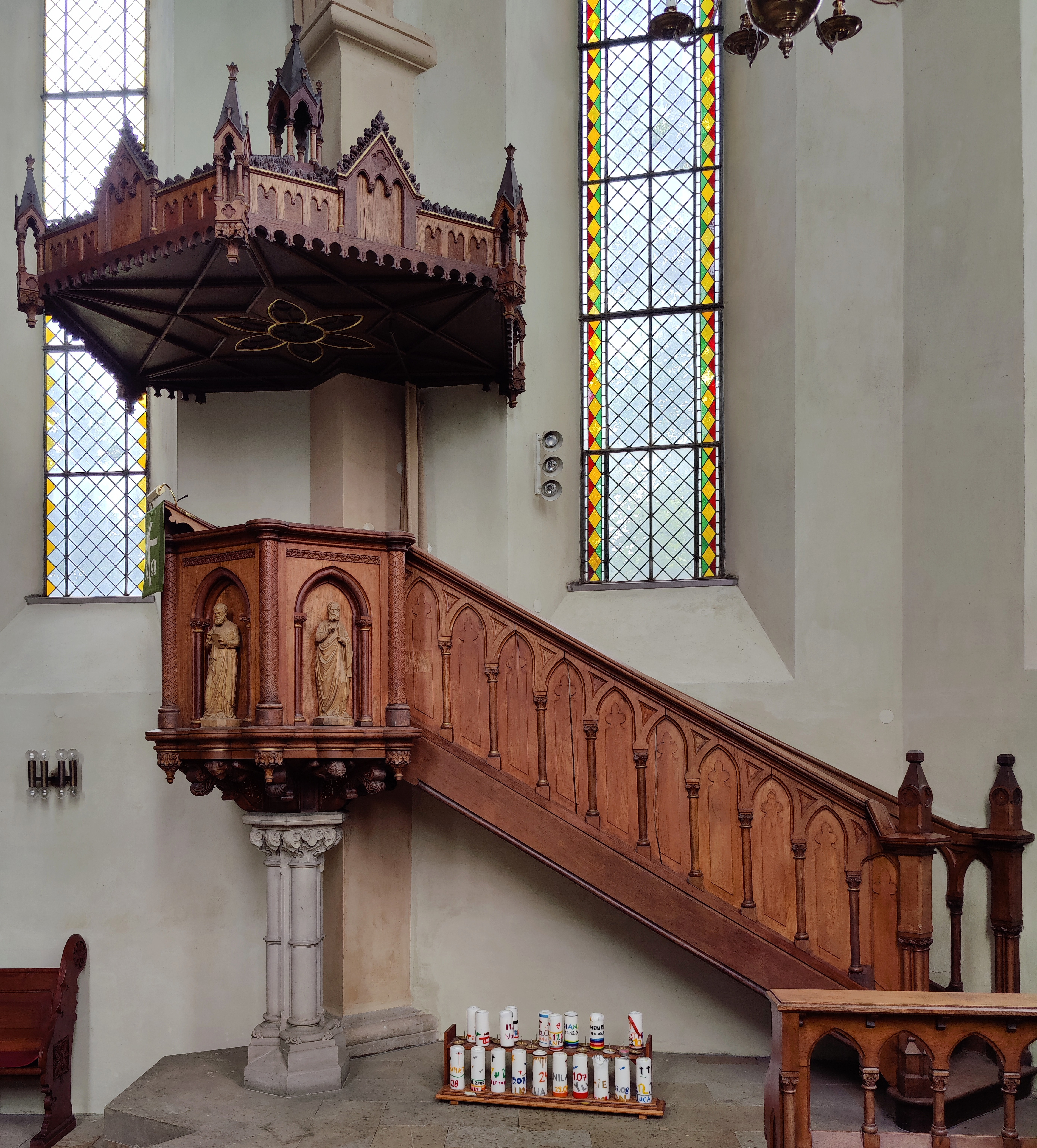
Kanzel
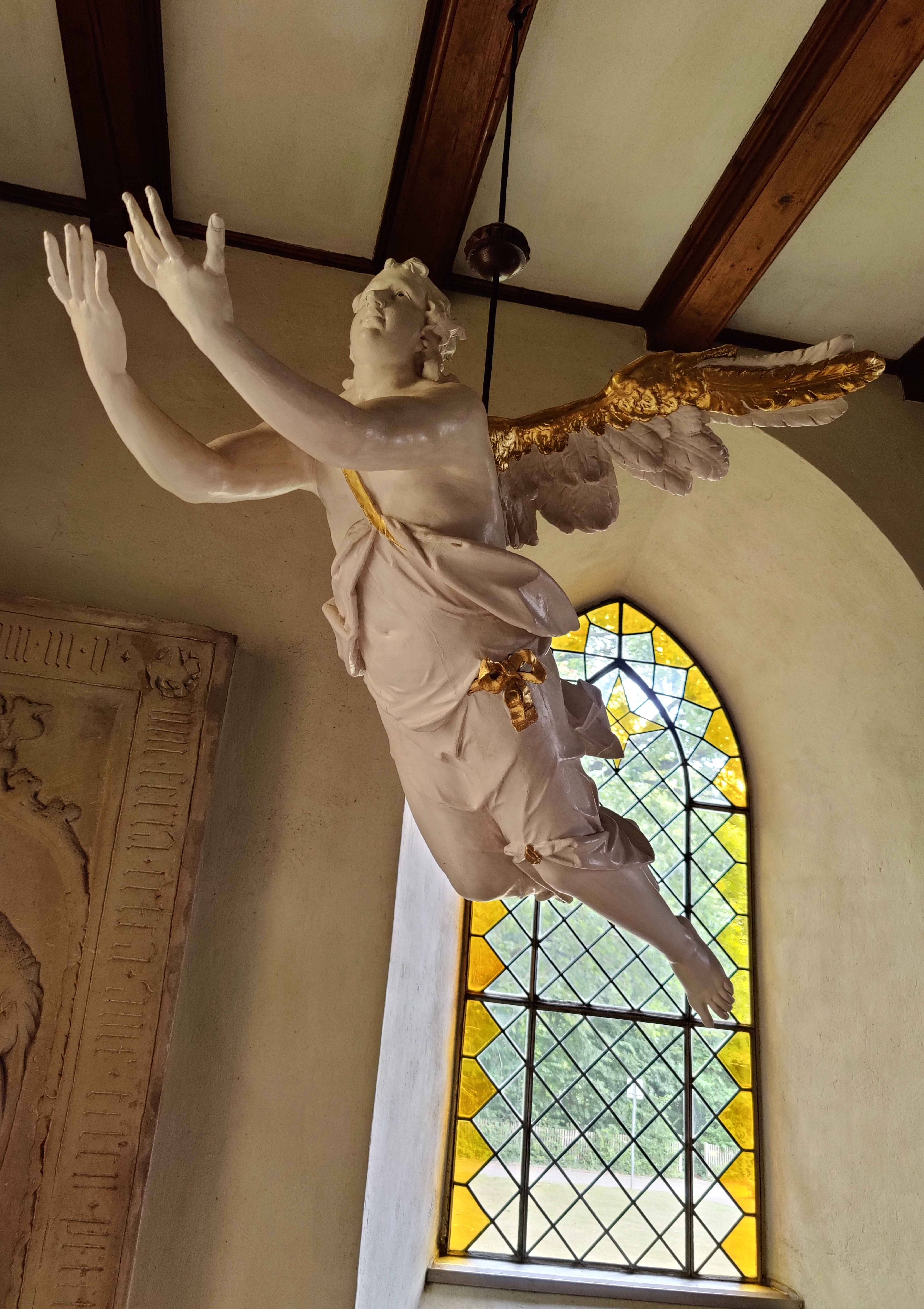
Taufengel
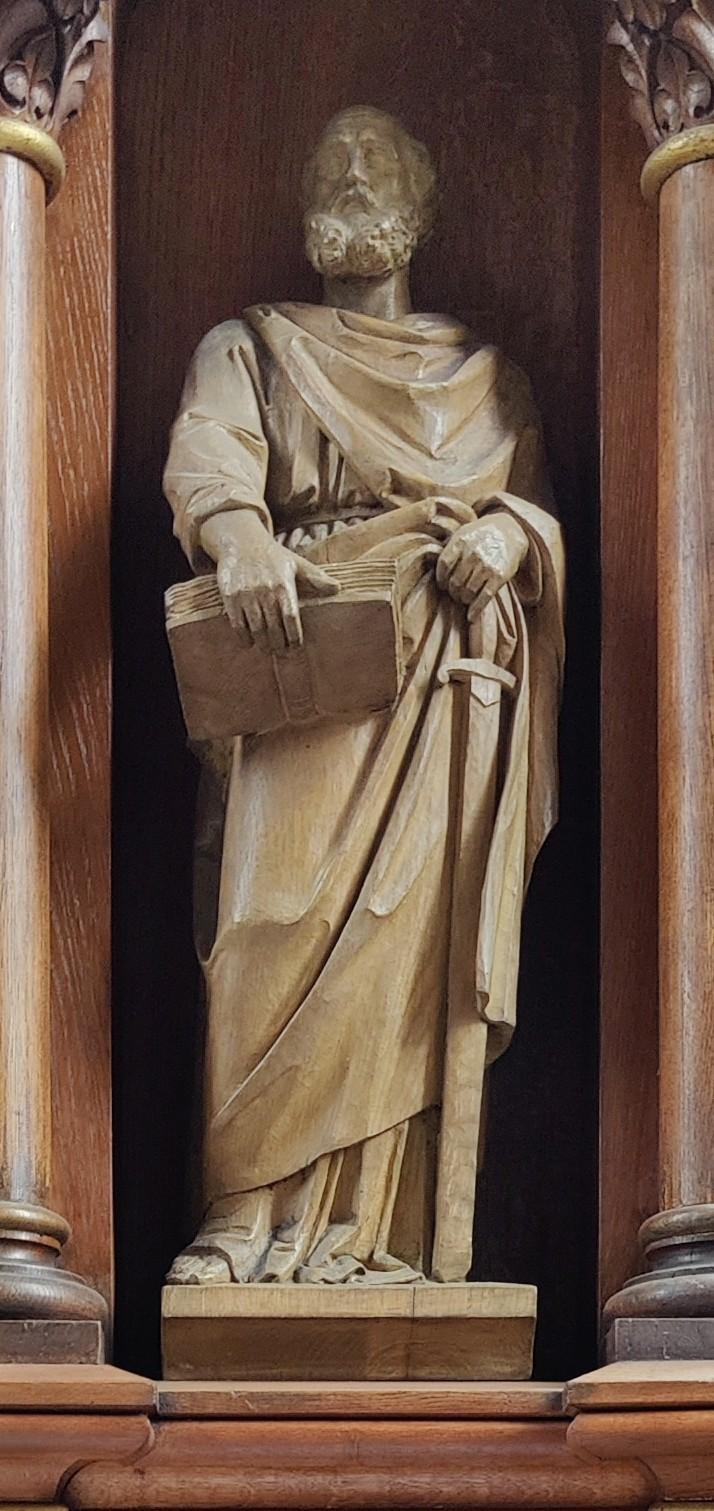
Figur

#### Mittelalterliche Ausstattung
Das Hauptstück der Ausstattung ist ein künstlerisch wertvoller, überlebensgroßer Holzkruzifixus aus der Mitte des 13. Jahrhunderts, der ursprünglich als Triumphkreuz diente, seit 1913 aber an der Nordwand gegenüber der Damenempore aufgehängt ist. Auf der Damenempore befinden sich ein kleines Kruzifix von einem Vortragekreuz des 15. Jahrhunderts und eine fein gearbeitete Madonna mit Kind vom Ende des 15. Jahrhunderts, die vermutlich vom ehemaligen Hochaltar stammt. Ein kleiner spätgotischer Schnitzaltar vom Ende des 15. Jahrhunderts zeigt Anna selbdritt flankiert von zwei Relieftafeln mit der Kreuzigung und der Anbetung der Könige sowie acht einzelne Heiligenfiguren, an der Außenseite sind Malereireste erhalten.

#### Neuzeitliche Ausstattung
Ein runder Taufstein wurde 1545 geschaffen. Unter der Westempore befindet sich ein prächtiger Taufengel aus dem 18. Jahrhundert. Die übrige Ausstattung entstammt der Restaurierung von 1867/1868. Dazu gehören ein neugotischer Holzaltar mit Abendmahlsrelief von R. Engelhardt und einem Kreuzigungsbild von Carl Wilhelm Friedrich Oesterley, eine Holzkanzel mit Evangelistenfiguren, das Lesepult, der Klerikersitz, die Altarschranken, der Orgelprospekt, das Gestühl sowie die Brüstungen der Damen- und Westempore.

#### Orgel

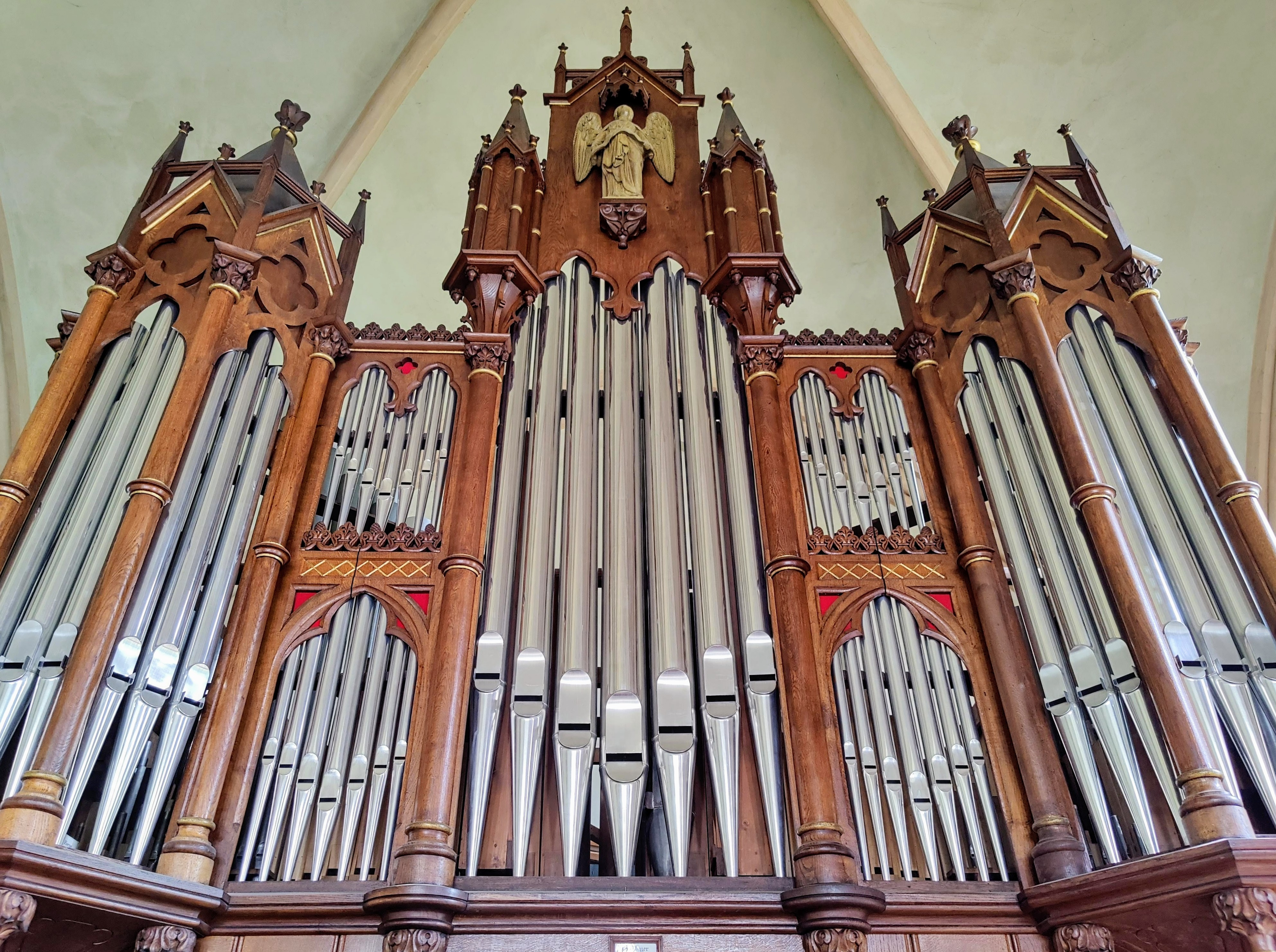
Prospekt der Meyer-Orgel von 1869

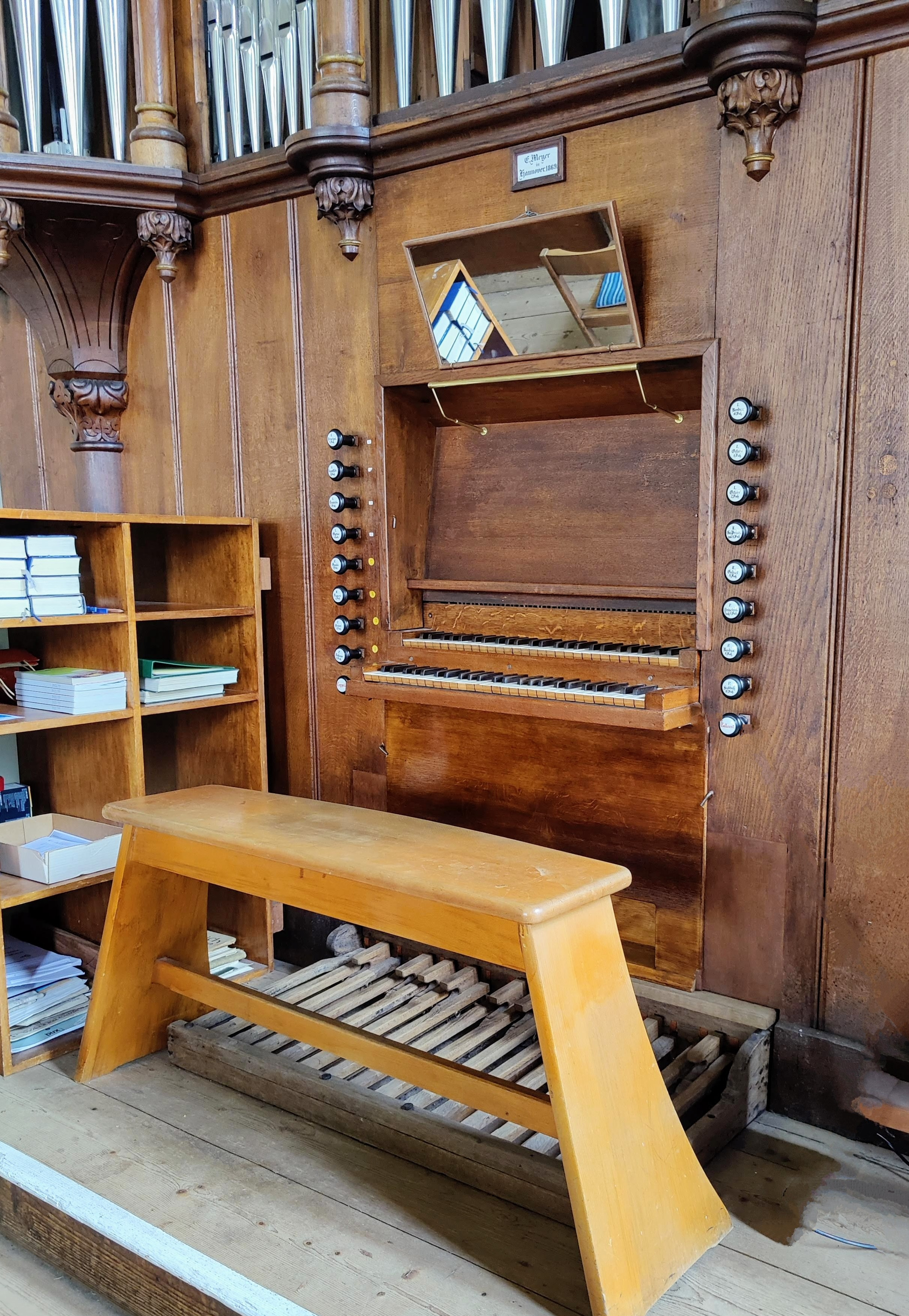
Spieltisch

Johann Andreas Zuberbier baute 1754 über der Kanzel eine Orgel, die 1869 durch ein Werk von Eduard Meyer ersetzt wurde. Meyer überführte die Zuberbier-Orgel 1870 nach Dudensen, wobei das Pedal verloren ging. Seine eigene Orgel auf der neuen Westempore verfügte über 16 Register auf zwei Manualen und Pedal. Sie ist zum großen Teil erhalten und wurde 1995 restauriert. Die Disposition lautet wie folgt:
| I Manual CD–f3 |     |
| Bordun         | 16′ |
| Principal      | 8′  |
| Doppelflöte    | 8′  |
| Quintetön      | 8′  |
| Octave         | 4′  |
| Octave         | 2′  |
| Mixtur IV      |     |

| II Manual CD–f3 |    |
| Geigenprincipal | 8′ |
| Gedact          | 8′ |
| Gambe           | 8′ |
| Fugara          | 4′ |

| Pedal CD–d1  |     |
| Subbaß       | 16′ |
| Principalbaß | 8′  |
| Bordun       | 8′  |
| Octave       | 4′  |
| Posaune      | 16′ |

- Koppeln: II/I, I/P

#### Wandteppich „Das Jüngste Gericht“
In der Kirche des Klosters hängt ein Wandteppich „Das Jüngste Gericht“. Das Stickbild in der Größe von 2,70 m Höhe und 2,30 m Breite ist die Nachbildung des ältesten Tafelbildes der vatikanischen Pinakothek. Der Wandteppich wurde in den Jahren 1994 und 1995 angefertigt von der Äbtissin Insea Hohlt-Sahm (1990–1997) und am 5. März 1997 am 70. Geburtstag Hohlt-Sahms der Klosterkammer Hannover in der Klosterkirche übergeben.
Die Bilder des Wandteppichs sind in fünf Stufen angeordnet. Ganz oben thront Christus mit der Weltkugel und dem Kreuzstab in den Händen als der Allherrscher. Auf der Ebene darunter zeigt sich Christus mit den Nägelmale in den erhobenen Händen als der Gekreuzigte. Vor ihm sind in einer Truhe die Leidenswerkzeuge und neben ihm die Erzengel Gabriel und Michael sowie links und rechts davon je sechs Apostel als Richterkollegium zu sehen. Auf der mittleren Ebene führt von links der Apostel Paulus eine Schar von Erlösten heran, der Schächer zur Rechten Christi am Kreuz und Maria, die Gottesmutter, folgen zur Bildmitte hin. Zentral sind eine Reihe von Märtyrern mit Palmwedeln und einer Schriftrolle in der Hand und der Archidiakon Stephanus. Rechts davon stellen die Bilder drei Werke der Barmherzigkeit dar: Fürsorge für Hungernde, Kranke und Gefangene sowie Bekleidung Nackter. In der zweiten Bilderleiste von unten geben die wilden Tiere, Vögel und Fische die von ihnen Verschlungenen wieder her, das Meer und die Erde geben die Toten zurück, und zwei Engel mit Posaunen zeigen an, dass die Gräber sich öffnen. In der Mitte dieser Ebene zwischen Meer und Erde öffnet sich ein Blick ins Paradies, die vollendete Welt. Bis hierhin sind die Bilder in einem Rund dargestellt – die unterste Ebene ist viereckig dargestellt. Auf der linken Seite segnet Maria die Domina Benedicta und die Äbtissin Constanze. Auf der rechten Seite stoßen drei Engel die Verdammten in das Höllenfeuer.

## Nutzung
Wie seit 800 Jahren leben auch heute Frauen in geistlicher Gemeinschaft im Kloster Mariensee. Seit dem Jahr 2003 leitet Äbtissin Bärbel Görcke das Kloster. Klösterliche Gastfreundschaft bietet ein Gästebereich. Es finden Führungen, Konzerte, Ausstellungen, Einkehrtage und Seminare statt. Seit 2007 dokumentiert das Klostermuseum die Geschichte der evangelischen Frauenklöster in Niedersachsen.